# Jamie Marks Is Dead
Jamie Marks Is Dead je americký hraný film z roku 2014, který režíroval Carter Smith podle vlastního scénáře a podle románu Christophera Barzaka One for Sorrow z roku 2007. Film zachycuje studenta Adama, který je fascinován zavražděným spolužákem. Snímek měl světovou premiéru na filmovém festivalu Sundance 19. ledna 2014.

## Děj
Student Jamie Marks je jednoho rána nalezen mrtvý na břehu řeky. Jamie byl osamělý, s nikým se nestýkal a spolužáci jej šikanovali. Jeho spolužák ze sousedství Adam McCormick se začne o Jamieho zajímat a také o okolnosti jeho smrti. Díky tomu se seznámí s Gracie Highsmith. Adam žije se svým starším bratrem Aaronem a matkou, která je zraněna při autonehodě. Adamovi a Gracie se začne zjevovat Jamieho duch a komunikuje s nimi, především s Adamem. Policie během vyšetřování překvalifikuje úmrtí z nehody na vraždu. Adam stále víc a víc času stráví s Jamiem, který mu představí ducha Frances Wilkinsonové. Adam zjišťuje, že do něj byl Jamie zamilovaný. Společně s Gracie chtějí nalézt pokoj pro Jamieho ducha.

## Obsazení
| Cameron Monaghan | Adam McCormick    |
| Noah Silver      | Jamie Marks       |
| Liv Tyler        | Linda             |
| Judy Greer       | Lucy              |
| Morgan Saylor    | Gracie Highsmith  |
| Madisen Beaty    | Frances Wilkinson |
| Ronen Rubinstein | Ronnie            |